# Китаевская синагога
Китаевская синагога, также известно как Синагога хасидов из Койданово — здание, построенное и действовавшие в прошлом как хасидская синагога, находящаяся в Троицком Предместье в Минске по адресу ул. Богдановича 9А. Сейчас в здании размещается Дом природы.

## История
«Китаевцами» (а также «скакунами» и «кар[а]лінцамі») называли хасидов, в отличие от литваков, и «китаевская» синагоги были во многих городах нынешней Беларуси. Согласно же минской городской легенде название синагоги происходит от имени купца Боруха Китаевского, который ею владел, и этот миф очень распространен.
Была построена в начале XIX в. (по другим данным в 1874 г.) хасидами из Дзержинска и находилась в Троицком Предместье. Она являлась основным молельным домом для иудеев старого города. Очень популярным своей музыкой для богослужений, в первую очередь известными песнями Янкеля Телеханера (Целеханера)
В соседнем здании, который выходил фасадом на ул. Александровскую (нынешний адрес ул. Максима Богдановича, 9), располагалась хасидская («китаевская») иешива.
В 1970-х гг. была полностью отремонтирована и передана Дому природы.

## Архитектура
Одноэтажное прямоугольное в плане кирпичное здание на высоком цоколе, накрыт двускатной крышей. Стены фасадов расчлененный лопатками, прорезаны высокими лучковыми узкими окнами. Торцовые фасады завершены треугольными фронтонами, в тимпанах которых неглубокие полукруглые ниши с декоративными колоннами.